# Château du Lac
Le château du Lac est un château situé au Monestier dans le département français du Puy-de-Dôme, en région Auvergne-Rhône-Alpes.

## Historique
Mentionnée dès le XIIIe siècle, la maison forte fut fortifiée au XVe siècle. Elle subit des dommages lors des guerres de Religion au XVIe siècle, avant d’être restaurée et agrandie au XVIIe siècle. Le XVIIIe siècle vit l’aménagement du parc avec terrasses et enclos, ainsi que l’ajout de décors intérieurs tels que boiseries, cheminées et chambres à alcôves. Sous la Restauration, un décor peint remarquable fut réalisé dans le salon et une chambre du premier étage.

### Création
La première mention formelle de la propriété est consignée dans un document daté du vendredi "post cantate" de l'an 1261. Il s'agit d'un aveu de Béraud Palmartz, chevalier, qui reconnaît tenir en fief lige de l'Évêque de Clermont la "Domus et villa del Lac" (maison et domaine du Lac), ainsi que d'autres possessions dans les paroisses d'Ambert et de Saint-Ferréol.
Il convient de noter qu'à cette date, le possesseur ne porte pas encore le nom du lieu. La transition onomastique s'opère peu après. En janvier 1286, un certain Etienne du Lac, chevalier, est mentionné, suggérant que le propriétaire a pris le nom de sa maison forte, une tradition qui sera maintenue par ses successeurs.
Un document de 1315 (retrouvé dans un acte de 1316) précise la nature du fief. Béraud du Lac, damoiseau, y reconnaît tenir de Pierre Maurice, seigneur de Roche-Savine, "sa maison appelée communément le four du Lac". Cet acte détaille l'ensemble des cens, rentes et dépendances, incluant de nombreux mas (Monsimon, Archirangues, Viallis, etc.), un étang, un moulin et des droits de forestage, dessinant les contours d'un fief d'importance locale. La fortification de la maison forte est consolidée au milieu du XVe siècle, entre 1450 et 1463, période durant laquelle la ville d'Ambert elle-même se dote de remparts.
Situé sur un axe de communication stratégique, le "Grand chemin" reliant Clermont  à Ambert, historiquement, il jouait un rôle de surveillance de l'accès à Ambert depuis le col des Fourches. Le "Grand chemin"  passait devant son portail avant d'être détourné il y a environ un siècle par le propriétaire Joseph Tarit.

### Les Guerres de Religion
Le XVIe siècle constitue une période sombre et violente pour le Château du Lac directement liée à l'adhésion de ses seigneurs à la Réforme. Le fief est alors la propriété de la famille Faure. Antoine Faure est mentionné comme seigneur du Lac en 1560. Son fils, Jean Faure, est qualifié de "seul noble réformé de la région" et de "protestant notoire".
Engagé aux côtés du chef huguenot, le capitaine Merle, Jean Faure participe au siège et au pillage d'Issoire, puis à celui d'Ambert en février 1577. En représailles, le 07 avril 1577, jour de Pâques, l'armée catholique de Saint-Hérem, forte de 2000 hommes, assiège le château. La défense est assurée par une garnison de seulement 22 hommes. Les assaillants installent leur artillerie sur un mamelon à l'ouest et bombardent la forteresse de midi à six heures, démolissant une partie des murailles et des tours. Malgré une résistance énergique de la garnison face aux assauts, le dernier retranchement est finalement débordé, contraignant les défenseurs à abandonner le château durant la nuit.
Les conséquences de cet événement sont la mise à sac et la ruine de la bâtisse. La famille Faure émigre en Suisse. Le domaine est acquis le 05 octobre 1588 par Jean Bedias, marchand bourgeois d'Olliergues, avant de passer par alliance à la famille du Floquet.

### Reconstruction
Cette nouvelle période voit la transformation du Lac en demeure familiale. 
Trois familles s'y succèdent. La famille du Floquet entreprend la reconstruction du château au XVIIe siècle. Vers 1700, le fief passe à la famille Madur du Lac, une ancienne famille ambertoise, qui le conservera durant cinq générations jusqu'en 1852. Enfin, le 11 novembre 1852, la propriété est acquise par Julien Tarit-la-Roye.

## Description
Le château se présente comme une maison forte évolutive, marquée par des éléments défensifs et des aménagements résidentiels successifs. Il conserve un ensemble décoratif intérieur de différentes époques, ainsi qu’un parc structuré typique du XVIIIe siècle.
Il dispose d'éléments architecturaux notables:

### Peintures murales
En 1828, Joan Ruat réalise un décor peint inspiré du foulard Le départ des Alliés (1818), orné des armoiries des Vimal-Madur et d’Ambert, conservé dans le salon et une chambre du château.

#### Peintures du salon des alliés
Contexte de l'oeuvre: Les peintures dépeignent le départ des armées d'occupation étrangères après la chute du Premier Empire. À la suite de la seconde abdication de Napoléon Ier, le deuxième Traité de Paris, signé en septembre 1815, a imposé à la France des conditions sévères. Celles-ci incluaient le paiement d'une indemnité de guerre de 700 millions de francs et une occupation militaire du territoire par les armées alliées pour une durée de cinq ans. Près d'un million de soldats étrangers ont occupé 60 départements, soit les trois quarts du territoire français.  La population française a perçu ces soldats comme une armée ennemie en pays conquis. Le terme "Cosaques" était utilisé de manière générique et péjorative pour désigner l'ensemble des troupes d'occupation (Autrichiens, Bavarois, Wurtembergeois, etc.), indépendamment de leur nationalité réelle.  Le Congrès d'Aix-la-Chapelle, en date du 30 septembre 1818, a mis un terme anticipé à l'occupation, conduisant à l'évacuation des dernières armées étrangères.
Auteur: Les peintures sont signées "pinxit Jean RVAT" et datées de 1828. L'identité de l'artiste, Jean Rvat (ou possiblement Ruat), demeure incertaine. Il pourrait s'agir d'un peintre itinérant, d'un artiste auvergnat ou d'un ancien soldat des armées d'occupation.
Source d'Inspiration: Les œuvres murales sont une copie d'un foulard en tissu intitulé "le départ des Alliés". L'original a été imprimé en 1818 par la manufacture Hartmann, située à Munster. Le dessin est l'œuvre d'Antoine-Henri Lebert, qui l'a réalisé en 1818 à Colmar lors de la retraite effective des troupes alliées. Le médaillon central reproduit sur le foulard (et par conséquent sur les murs) est une copie d'une œuvre de l'artiste Horace Vernet.

Détails des peintures dans le salon des alliés du Château du Lac par Joan Ruat en 1828.
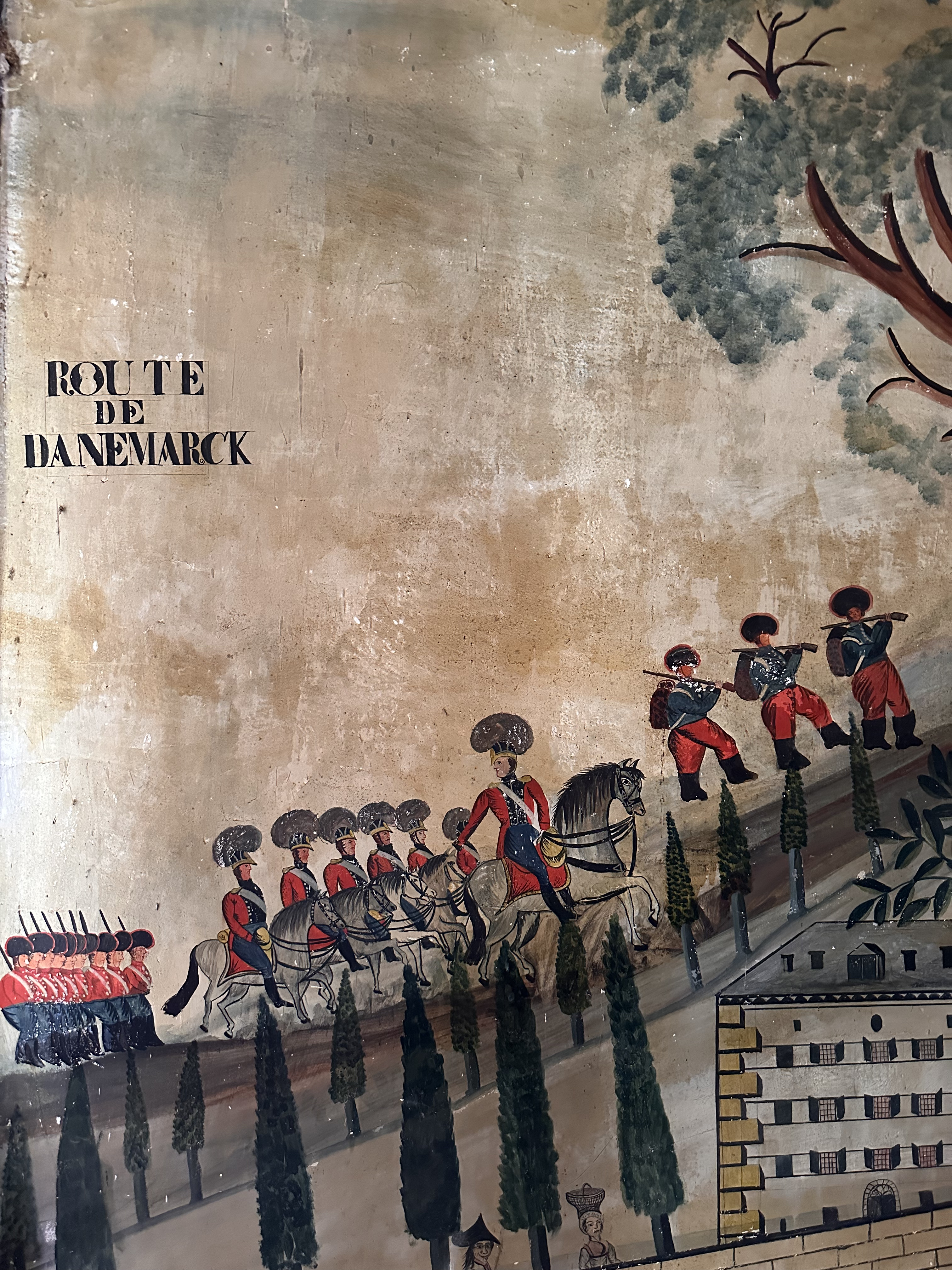
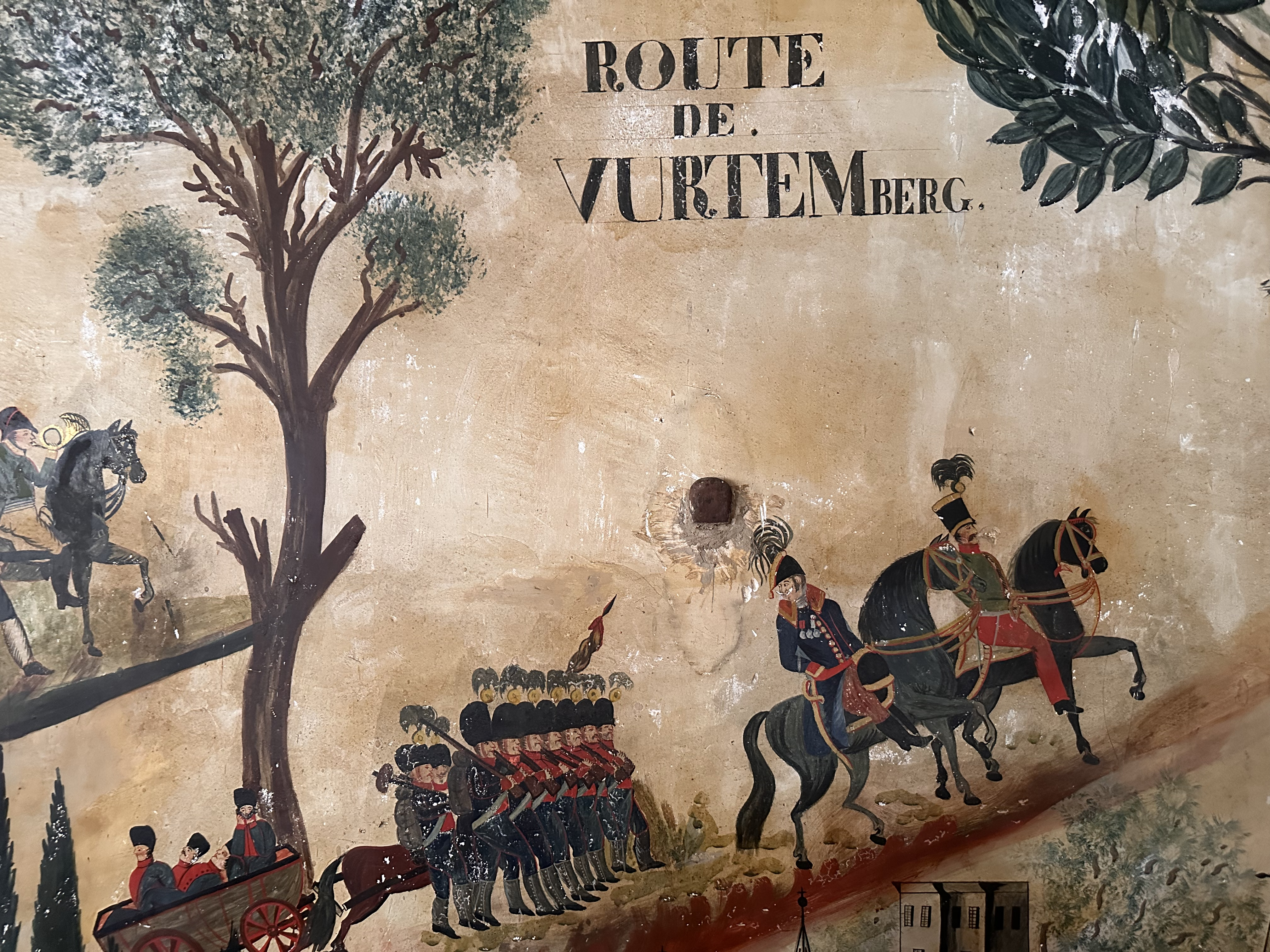
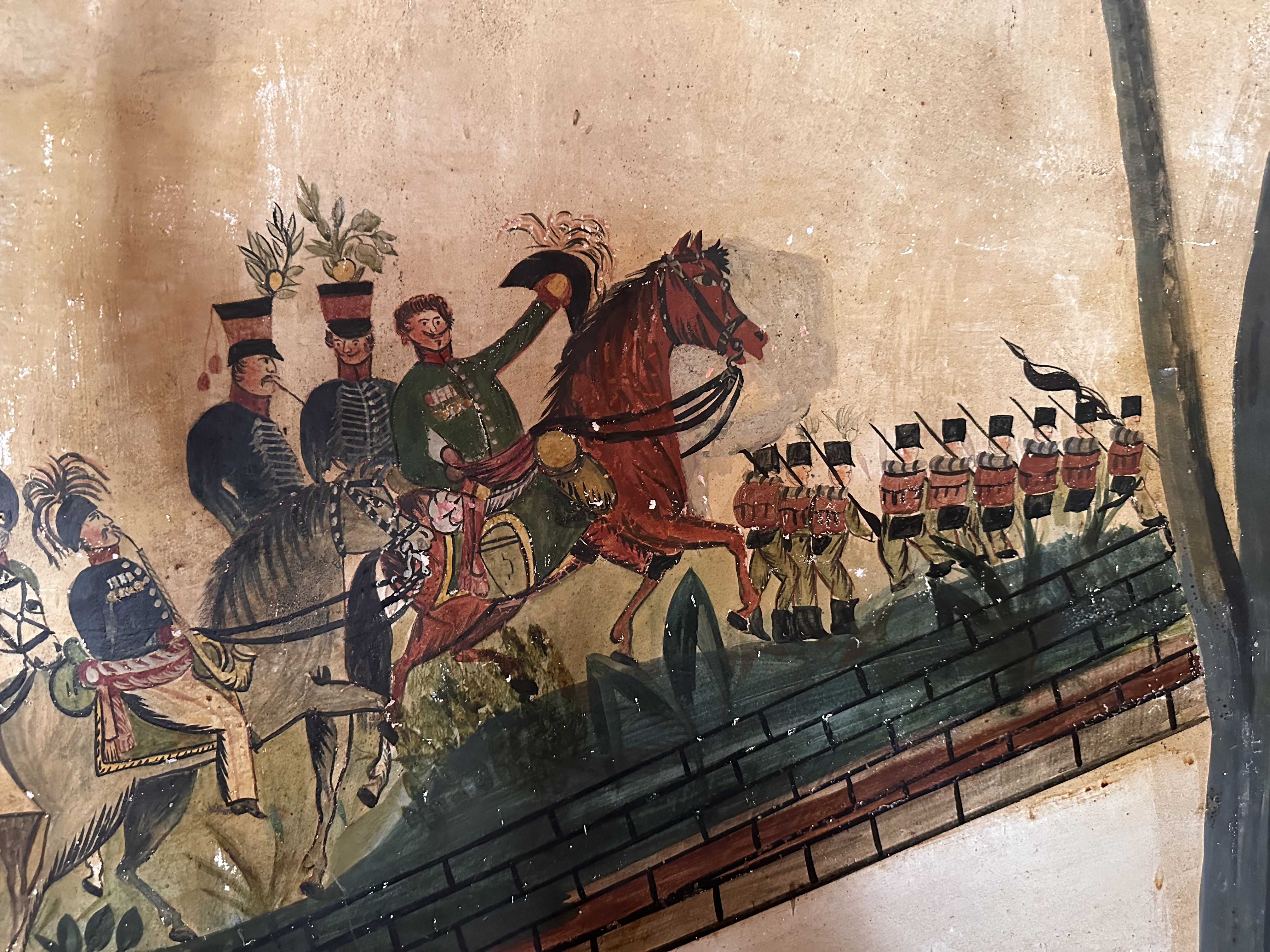
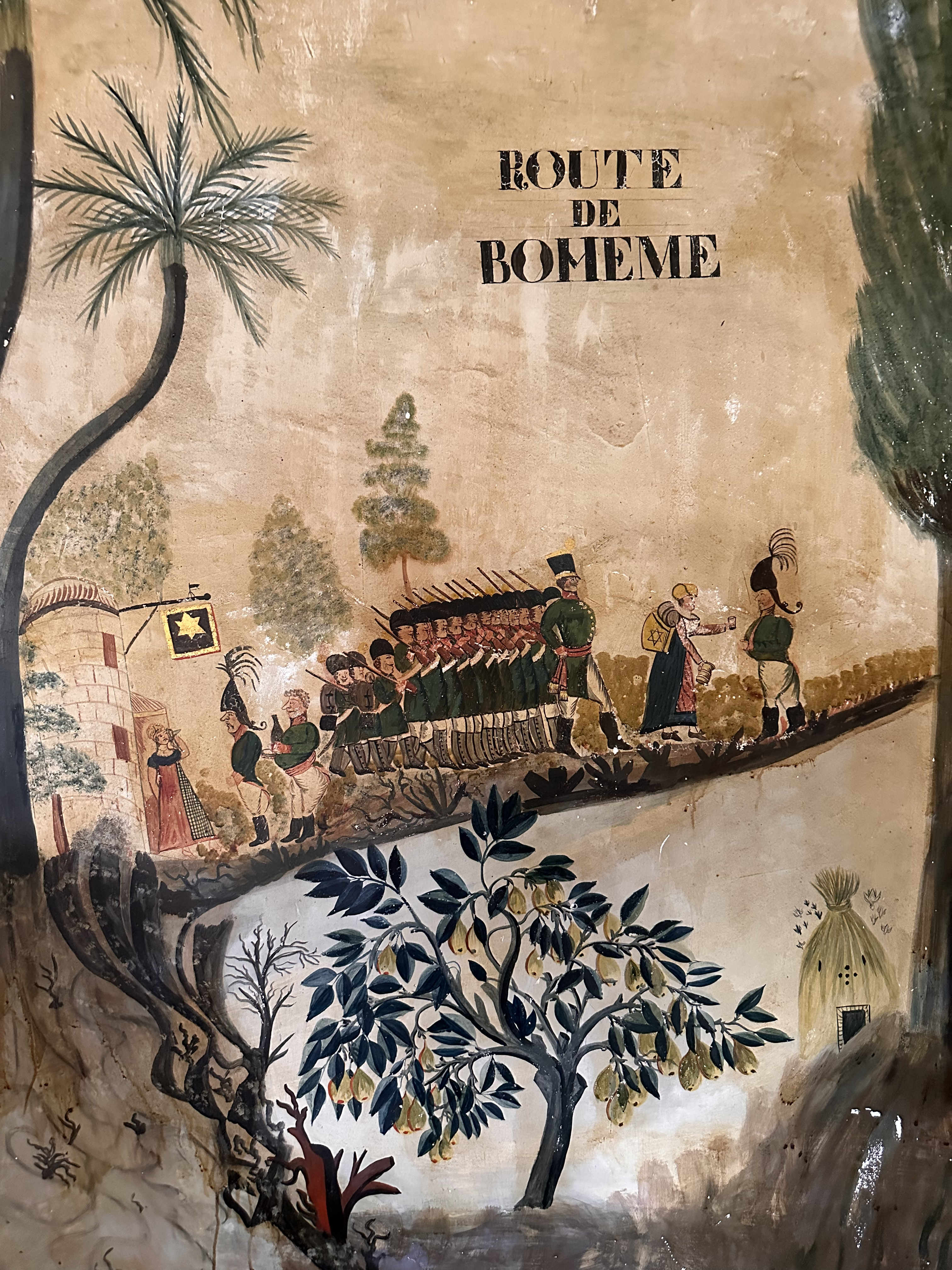
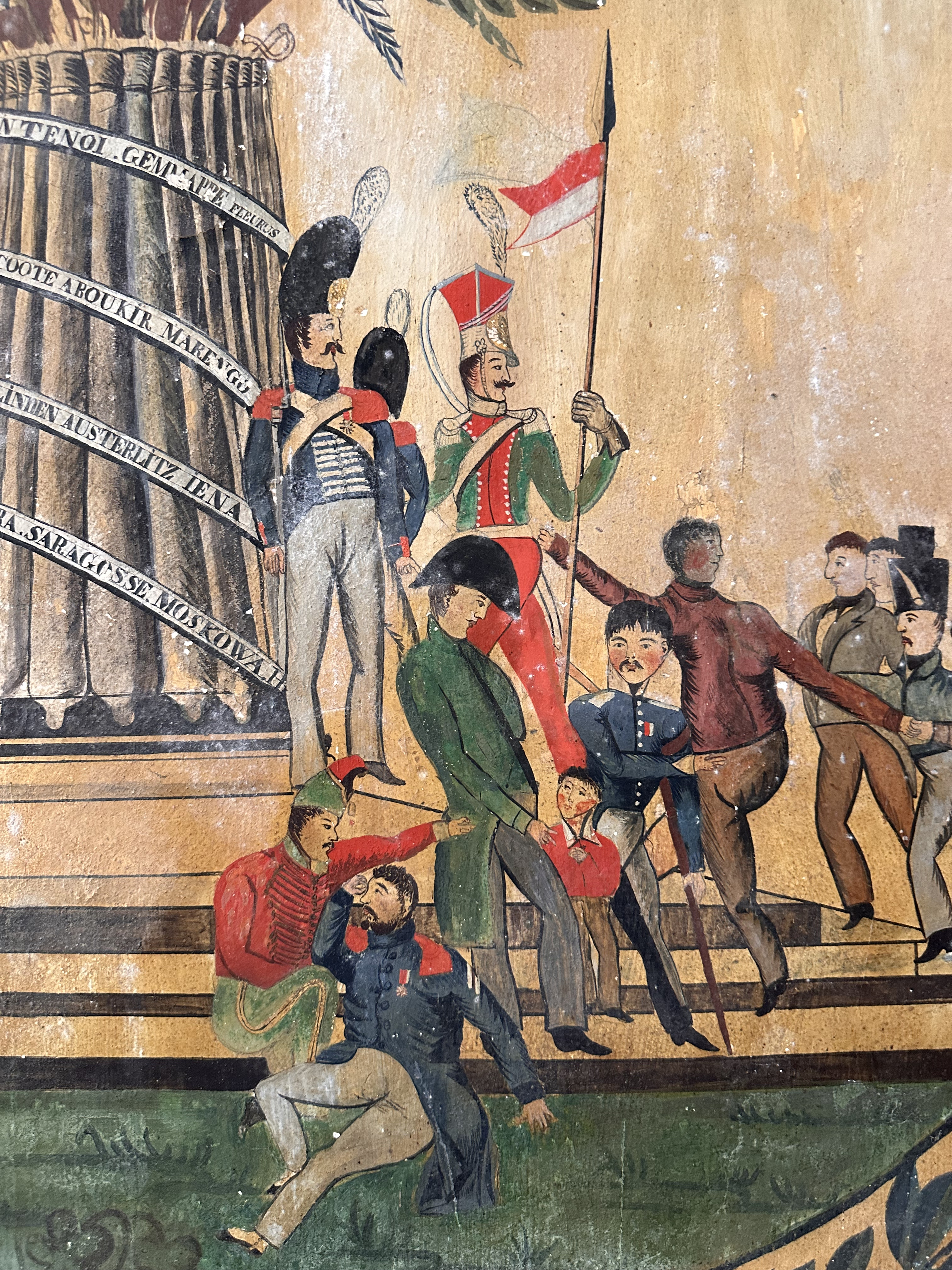

#### Chambre de barbe bleue
Dans une chambre, on trouve une représentation naïve et colorée du conte de "Barbe Bleue". 

### Éléments défensifs
Le château conserve deux archères, des meurtrières et des vestiges de mâchicoulis. Des fragments de boulets ont été retrouvés dans les anciens fossés.

### Protection
Le château, ses terrasses et son jardin, sont inscrits au titre des monuments historiques par arrêté du 10 septembre 2009.

## Dans la culture
Le château accéda à la notoriété littéraire au XXe siècle en devenant le cadre du roman Gaspard des montagnes d’Henri Pourrat.
Ce dernier le poétise en le décrivant ainsi: 
"Au flanc d'un val verdissant, diversifié par des bosquets et des cascades, le château du Lac est assis parmi ces prés-vergers.
Il est si vieux, avec ses deux grandes tours à l'antique, ses douves, ses allées, ses terrasses, qu'on le tient pour bâti par des fées, au temps où la vallée du Livradois était encore un lac. Un avocat d'Ambert le fit remettre en état, et ce fut alors qu'en l'honneur des vaillances de Gaspard, on peignit le départ des Cosaques aux murs de la grande chambre.
Sous les couleurs à vif, sont représentés, rang par rang, des bataillons dont le chef chevauche quelque haridelle. Des écriteaux indiquent le chemin : route du Palatinat, route de Hongrie, route de Hesse-Cassel, route de Courlande."

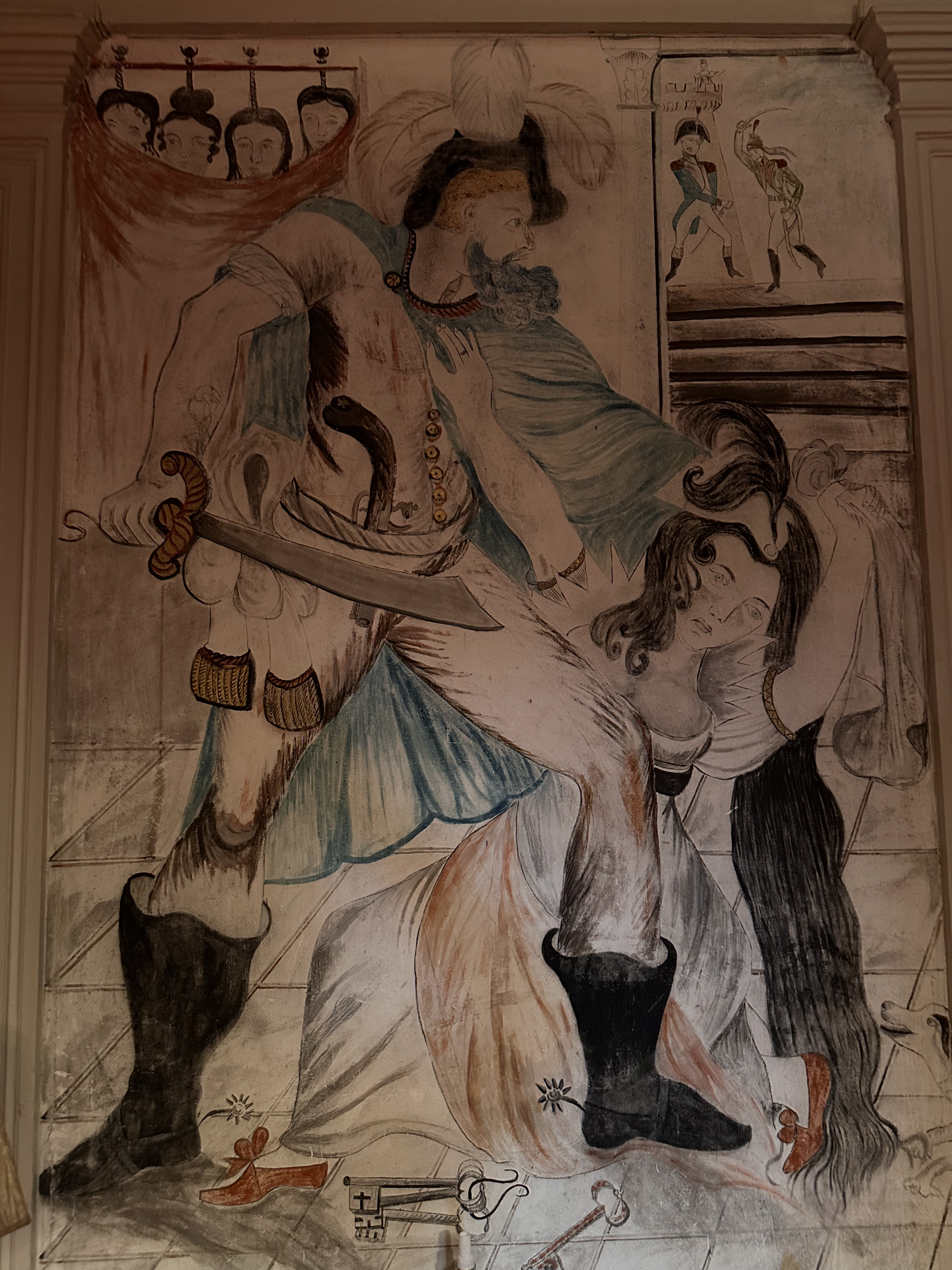

Henri Pourrat évoque les légendes attachées au Château du Lac. Il fait état de souterrains reliant le Lac à Ambert et au château de Roche Savine. 
Il retranscrit également un conte qu'il tenait d'une femme de Saint-Ferréol des Côtes. Cette légende narre le drame d'un amoureux éconduit qui assassine son rival le jour de ses noces. Rongé par le remords, il se confesse à un père capucin qui lui impose une pénitence singulière : tremper sa tête trois fois dans la "Mare au Brochet". À son contact, l'eau se met à bouillonner et un serpent s'enroule autour de son cou. Amené au Château du Lac pour solliciter l'aide du seigneur, réputé pour sa force et sa bonté, toutes les tentatives pour le libérer échouent. L'homme, transporté dans la chambre dite "de Barbe Bleue", expire et, aux mots du confesseur, sa tête se détache et saute dans les mains du prêtre.             